# Садовый (Краснопартизанский район)
Садовый — село в Краснопартизанском районе Саратовской области. Входит в состав сельского поселения Горновское муниципальное образование.

## География
Находится на расстоянии примерно 16 километров по прямой на запад от районного центра поселка Горный. 

## Население
Население составляло 100 человек в 2002 году (85% русские),  103 в 2010.